# Muzeum Ziemi Bieckiej w Bieczu
Muzeum Ziemi Bieckiej w Bieczu to samorządowa instytucja kultury zlokalizowana w obiektach zabytkowych, w obrębie starówki Biecza.
W roku 1953 z inicjatywy historyków i miłośników Biecza, działających w ramach struktur PTTK powstało Muzeum Regionalne w Bieczu. W gronie organizatorów muzeum byli: magister Marian Chrostowski, profesor gimnazjalny Julian Ruwiński, emerytowany major WP Władysław Tryszczyło, magister Irena Bereś, pełniąca przez jakiś czas funkcję kierowniczą w Muzeum i doktor Tadeusz Ślawski – dyrektor tej placówki w latach 1953–1991.
Początkowo muzeum mieściło się w zabytkowej kamienicy z 1519 i obejmowało trzy działy: historyczny, przyrodniczy i etnograficzny. W roku 1961 po likwidacji oddziału PTTK w Bieczu, muzeum zostało upaństwowione. Przeprowadzono reorganizację placówki i ekspozycje ściśle związano z historią miasta i regionu.
W roku 1978 na cele muzealne przekazano po konserwacji Dom Barianów-Rokickich, tzw. Dom z Basztą. Urządzono nowe ekspozycje z dziedziny aptekarstwa, które nawiązują do pierwotnego przeznaczenia kamienicy. W roku 1990 muzeum powiększyło bazę lokalową o Basztę Kowalską. Obecnie muzeum dysponuje pięcioma obiektami zabytkowymi, a w czterech z nich urządzone są ekspozycje muzealne. Są to: Kromerówka, Dom Barianów-Rokickich, Baszta Radziecka i Baszta Kowalska.
W roku 2003, w 50. rocznicę powstania Muzeum, dokonano zmiany nazwy na Muzeum Ziemi Bieckiej. Dyrektorem Muzeum od roku 1991 do kwietnia 2021 roku była Marta Bartuś, obecnie funkcję tę pełni dr Paweł Kocańda.

## Obiekty muzeum
- Kromerówka zlokalizowana jest w renesansowej kamienicy mieszczańskiej z 1519. W kamienicy zachowało się wiele zabytkowych elementów architektonicznych z epoki renesansu. Na parterze renesansowy portal z czasów budowy kamienicy, z datą 1519 oraz znakiem własnościowym bogatej rodziny kupieckiej Chodorów. W XVII wieku kamienica przeszła w posiadanie Jana Januszowicza, wybitnego poety mieszczańskiego z XVII wieku. W roku 1612 kamienica została gruntownie przez niego przebudowana i w tym stanie zachowała się do czasów obecnych.
- Dom z Basztą to zabytkowa kamienica mieszczańska z 1523. W kamienicy tej mieściła się pierwsza na Podkarpaciu apteka, założona w 1557, przez aptekarza Marcina Rokickiego. Kamienica posiada zabytkowe elementy renesansowe, które zostały przywrócone w trakcie prac remontowo-konserwatorskich prowadzonych w latach 1968–1978. Zrekonstruowano wówczas renesansową attykę oraz fryz sgraffitowy zdobiący elewację zewnętrzną budynku. We wnętrzu zachowanych jest wiele renesansowych nadproży, portali oraz zróżnicowany poziomem układ sal. Do kamienicy przylega XIV-wieczna baszta obronna, zwana rajcowską.
- Baszta Kowalska zwana również Plebańską, pochodzi z czasów średniowiecza. W latach 90. XX wieku w znacznym stopniu została zrekonstruowana. Jest częścią integralną średniowiecznych murów obronnych Biecza, obiegających miasto od strony północnej.
- Turma pod wieżą ratuszową to więzienie z czasów średniowiecza, miejsce kaźni. Zlokalizowane jest w przyziemiu XVI-wiecznej wieży ratuszowej. Zachowane autentyczne lochy, na ścianach wyryte kalendarze więźniów.

## Wystawy
- Kromerówka – ekspozycje stałe przedstawiają historię miasta i regionu oraz bogatą kulturę materialną i umysłową bieczan. Ważne miejsce zajmują ekspozycje biograficzne poświęcone Marcinowi Kromerowi i Wacławowi Potockiemu.
- Dom z Basztą – wiodącą ekspozycją w tym obiekcie jest Historia aptekarstwa i aptek w Polsce południowo-wschodniej. Ponadto wystawy z dziedziny muzyki, kultury mieszczańskiej i rzemiosła artystycznego. W baszcie rajcowskiej, ekspozycja etnograficzna Rzemiosło Biecza i regionu.
- Baszta Kowalska – galeria malarstwa współczesnego oraz Historia harcerstwa bieckiego w latach 1911-1939.